# Canton de Chaumont-Sud
Le canton de Chaumont-Sud est une ancienne division administrative française située dans le département de la Haute-Marne et la région Champagne-Ardenne.

## Représentation
| Période | Période          | Identité             | Étiquette | Qualité                                                                                 |
| ------- | ---------------- | -------------------- | --------- | --------------------------------------------------------------------------------------- |
| 1973    | 1976             | Jacques Weil         | Radical   | Docteur en médecine Premier adjoint au Maire de Chaumont                                |
| 1976    | 1982             | Robert Genest        | MRG       | Inspecteur de l'Education Nationale Premier adjoint au Maire de Chaumont                |
| 1982    | 1988             | Jean Carrier         | PS        | Inspecteur des Télécommunications                                                       |
| 1988    | 1994             | Antoinette Galantier | DVD       | Auxiliaire de puériculture, adjointe au Maire de Chaumont                               |
| 1994    | 1998 (démission) | Henri Le Roux        | PS        | Psychologue scolaire Premier adjoint au Maire de Chaumont                               |
| 1998    | 2001             | Pascal Grisoni       | PS        | Professeur agrégé puis Directeur de l'IUFM de Chaumont Conseiller municipal de Chaumont |
| 2001    | 2008             | Paul Flamérion       | DVD       | Agent d'assurance Maire de Villiers-le-Sec (1971-2001)                                  |
| 2008    | 2015             | Paul Flamérion       | UMP       | Assureur Conseiller municipal de Chaumont Elu en 2015 dans le Canton de Chaumont-3      |

## Composition
Le canton de Chaumont-Sud se composait d’une fraction de la commune de Chaumont et de sept autres communes. Il compte 16 671 habitants (population municipale) au 1er janvier 2012.
| Nom                   | Code Insee | Intercommunalité | Population (dernière pop. légale)               |
| --------------------- | ---------- | ---------------- | ----------------------------------------------- |
| Chaumont (chef-lieu)  | 52121      | CA de Chaumont   | Fraction : 13 252(2012) Commune : 22 674 (2014) |
| Buxières-lès-Villiers | 52087      | CA de Chaumont   | 197 (2014)                                      |
| Foulain               | 52205      | CA de Chaumont   | 707 (2014)                                      |
| Luzy-sur-Marne        | 52297      | CA de Chaumont   | 259 (2014)                                      |
| Neuilly-sur-Suize     | 52349      | CA de Chaumont   | 316 (2014)                                      |
| Semoutiers-Montsaon   | 52469      | CA de Chaumont   | 826 (2014)                                      |
| Verbiesles            | 52514      | CA de Chaumont   | 309 (2014)                                      |
| Villiers-le-Sec       | 52535      | CA de Chaumont   | 716 (2014)                                      |

## Démographie
| 1962 | 1968 | 1975 | 1982 | 1990 | 1999 | 2009 |
| ---- | ---- | ---- | ---- | ---- | ---- | ---- |
| -    | -    | -    | -    | -    | -    | -    |